# L'Houmeau
L'Houmeau är en kommun i departementet Charente-Maritime i regionen Nouvelle-Aquitaine i västra Frankrike. Kommunen ligger  i kantonen La Rochelle 9e Canton som ligger i arrondissementet La Rochelle. År 2022 hade L'Houmeau 2 953 invånare.

## Befolkningsutveckling
Antalet invånare i kommunen L'Houmeau
Referens:INSEE